# Wifredo Lam
Wifredo Lam (Sagua la Grande (provincie Villa Clara), 8 december 1902 - Parijs 11 september 1982) was een Cubaanse schilder en beeldhouwer.

## Leven en werk
Wi(l)fredo Oscar de la Concepción Lam y Castilla is een zoon van de uit China naar Cuba geëmigreerde Lam-Yan en Ana Serafina Castilla, een half Congolese half Cubaanse. In 1916 verhuisde Lam met een deel der familie, de vader bleef in Sagua la Grande achter, naar Havana om rechten te gaan studeren.
Tegelijkertijd volgde hij een schildersopleiding aan de Escuela Profesional de Pintura de l'Academia de San Alejandro. Van 1920 tot 1923 exposeerde hij tijdens de Salón de Pintores y Escultores in Havana. In 1923 vertrok Lam naar Europa om daar verder schilderlessen te volgen.

### Madrid
Hij arriveerde in Spanje met de bedoeling meteen door te reizen naar Parijs. Hij bleef echter veertien jaar in Spanje en woonde en studeerde vanaf 1924 in Madrid, waar hij les nam bij Fernando Alvarez de Sotomayor, de directeur van het Museo del Prado en tevens de leraar van Salvador Dalí. Ontevreden met de te academische opleiding bezocht hij in de avonduren de Escuela Libre de Paisaje, waar meer oog was voor de moderne stromingen in de beeldende kunst. In het Prado maakte hij kennis met het werk van Bosch en Brueghel, waardoor hij zeer gefascineerd raakte. In 1928 had hij een eerste expositie in Madrid bij Galería Vilches.
In 1929 huwde hij Sébastina (Eva) Piriz, die twee jaar later, evenals hun zoontje, overleed aan tuberculose. Hij vluchtte in zijn schilderkunst en zijn vriendenkring, maar de tragische gebeurtenis heeft in belangrijke mate bijgedragen aan het sombere karakter van zijn latere werken. In de vroege dertiger jaren werd zijn werk geïnspireerd door het surrealisme en door schilders als Henri Matisse en Joaquín Torres García. In 1931 nam hij deel aan een groepstentoonstelling van de Federación Ibérica de Artistas Pintoros in het Museo de Arte Moderno de Madrid.
In 1936 bezocht hij een Picasso-tentoonstelling, die hem artistiek en politiek sterk beïnvloedde. Hij was een vaste gast in Café de la Gran Via, waar politiek een vast gespreksonderwerp was. Hij ontmoette er sympathisanten van de Republikeinen, zoals de avant-gardisten Federico García Lorca, Miguel Ángel Asturias, Carl Einstein, Alejo Carpentier en Nicolás Guillén en hij sloot zich aan bij diverse anti-fascistische groeperingen. Bij het uitbreken van de Spaanse Burgeroorlog in 1936 voegde hij zich bij de republikeinse militanten. Onder de indruk van het oorlogsgeweld schilderde hij zijn werk La Guerra Civil.

### Parijs
In 1938 verliet hij Spanje, met een persoonlijke introductiebrief voor Picasso van diens vriend Manolo Hugué. In Parijs werd hij direct door Picasso onder diens hoede genomen en deze liet hem kennismaken met maskers van Afrikaanse origine. Picasso introduceerde hem in zijn vriendenkring, onder anderen Georges Braque, Henri Matisse, Joan Miró en Fernand Léger. Nog in hetzelfde jaar reisde hij naar Mexico, waar hij verbleef bij Frida Kahlo en Diego Rivera. Dit alles had een grote invloed op Lam (met zijn wortels in de Afrikaanse, de Antilliaanse en de Europese cultuur). Hij maakte nu deel uit van de surrealistische beweging en stelde werk tentoon bij Galerie Pierre van Pierre Loeb, die enkele werken kocht. In 1939 had hij samen met Picasso een expositie in de New Yorker Perl Galleries: Drawings by Picasso and Gouaches by Wifredo Lam.
Aan het begin van de Tweede Wereldoorlog, kort voor de inval van de Duitsers in Parijs, vertrouwde Lam zijn werken toe aan Picasso en reisde via Bordeaux naar Marseille. Daar vond een hergroepering plaats van de surrealisten in het huis van de familie Breton, de Villa Air Bel, met onder anderen André Masson, René Char, Max Ernst en Victor Brauner. Ook Helena Holzer, die Lam in 1938 in Barcelona had leren kennen en die hem naar Parijs was gevolgd, kwam later naar Marseille. Zij was door de politie van het Vichyregime zes weken geïnterneerd in Gurs in het departement Pyrénées-Atlantiques.

### Havana
In 1941 reisde Lam met driehonderd andere kunstenaars en intellectuelen aan boord van de Capitaine Paul Lemerle in ballingschap naar het eiland Martinique. Een maand later werd de groep opgesplitst: André Breton reisde door naar de Verenigde Staten, anderen gingen naar Mexico, maar Lam, die geen visum voor Mexico kreeg, keerde terug naar Cuba en vestigde zich in Havana, hetgeen een keerpunt in zijn leven en werk betekende. Hij had ontmoetingen met Erich Kleiber, Igor Stravinsky en Ernest Hemingway. Zijn nieuwe werkwijze was een mengeling van surrealisme en kubisme, een stijl die zich parallel ontwikkelde met het in Amerika opkomende abstract expressionisme. Tussen 1942 en 1950 exposeerde hij regelmatig in de Pierre Matisse Gallery in New York. Hij begon in 1942 aan het werk, dat hem grote bekendheid zou geven: La Jungla (The Jungle), dat hij in 1943 zou voltooien en het werk ''Le sombre Malenbo, Mofumbe ce qui importe. The Jungle werd voor het eerst geëxposeerd in 1944 in de Pierre Matisse Gallery in New York, waar het meteen een schandaal veroorzaakte. In 1945 werd de gouache gekocht door het Museum of Modern Art in New York
. In 1944 huwde hij met Helena Holzer. Het huwelijk strandde in 1950. In 1946 keerde Lam, na een verblijf van vier maanden met Breton in Haïti, via New York waar hij ontmoetingen had met Marcel Duchamp, Arshile Gorky en Roberto Matta, terug naar Parijs.

### 1946-1982
Tussen 1946 en 1952 reisde hij tussen Parijs, Havana en New York. In 1949 maakte hij zijn grootste werk Grande Composition.
In Parijs raakte hij bevriend met de Deense kunstenaar Asger Jorn, die hem in contact bracht met andere Cobra-leden. In 1951 nam hij met 6 werken deel aan de laatste tentoonstelling van Cobra Hij bezocht in 1954 Jorn in Albisola Mare, Italië, waarbij ook de kunstenaars Karel Appel en Corneille aanwezig waren.
Lam ontmoette in 1955 de Zweedse kunstenares Lou Laurin, die zijn levensgezel en in 1960 zijn derde echtgenote zou worden. In 1959 werd hij uitgenodigd voor documenta II in Kassel. In 1962 kocht hij een huis in Albisola Mare, waar hij zijn atelier vestigde. Vanaf 1963 woonde hij met zijn familie in Parijs en werkte hij (tot zijn dood) in Albisola Mare, waar hij op aanraden van Jorn keramische werken maakte. Dit ruimtelijk werken bracht hem er uiteindelijk toe ook sculpturen te creëren.
Lam heeft geëxposeerd in vele musea in evenzovele landen in Europa, Noord- Zuid- en Midden-Amerika en zijn werk behoort tot de collectie van vele vooraanstaande musea. Hij kreeg een staatsbegrafenis in Havana, waar op zijn wens een Centro Wifredo Lam is gesticht, dat in 1983 voor het publiek werd geopend. In 2009 werd in Havana een monument opgericht ter herinnering aan Lam, de sculptuur Vuela Lam van de Cubaanse beeldhouwer Alberto Lescay.

## Werken (selectie)
- Deux personnages. 1938. Collectie Mme Françoise Thésée, Frankrijk.
- Anamu. 1942. Museum of Contemporary Art, Chicago.
- Mother and Child. 1939. Museum of Modern Art, New York.
- Satan. 1942. Museum of Modern Art, New York.
- The Jungle. 1943. Museum of Modern Art, New York.
- Homenaje a jicotea. ca. 1943. Lowe Art Museum, University of Miami.
- Untitled. 1945. Galerie Lelong, Parijs.
- Le guerrier. 1947. Galerie Lelong, Parijs.
- Le Reve. 1947. Hirshhorn Museum and Sculpture Garden, Smithsonian Institution.
- Exodo. 1948. Howard University Gallery of Art, Washington, D.C.
- L'Espirit aveugle. 1948. Indianapolis Museum of Art.
- Lisamona. 1950. Collection Steven M. Greenbaum, New Hampshire.
- Les enfants sans âme. 1964. Museum of Modern Art, Brussel.
- El Tercer Mundo. 1965-1966. Museo Nacional de Bellas Artes, Havana.
- The Shadow of Days. 1970.